# La Sagrada Familia con María Magdalena (El Greco)

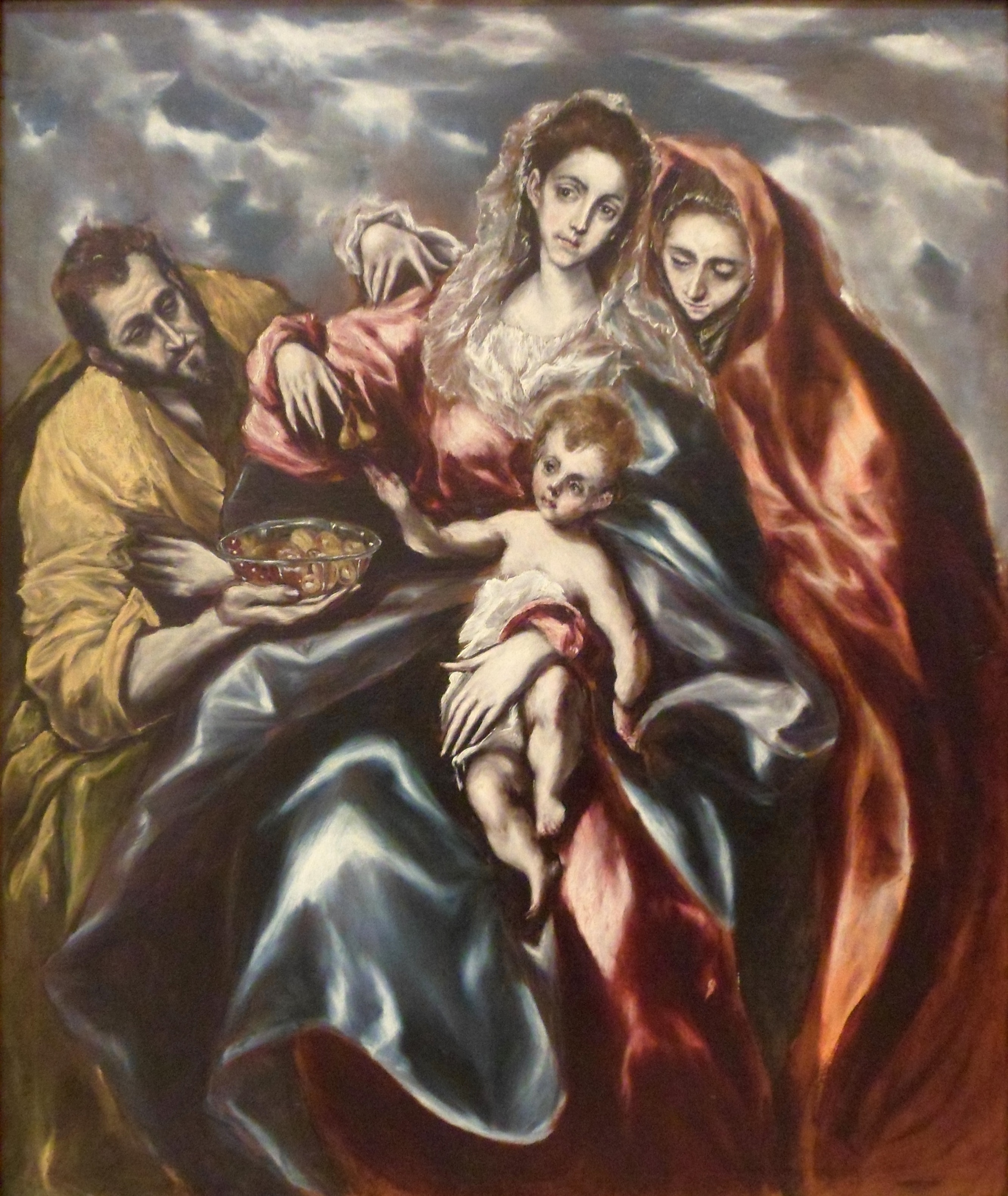
Copia del 1610-1614, de 123 x 102,3 cm, colección del Museo Soumaya, Ciudad de México

La Sagrada Familia con María Magdalena, o La Sagrada Familia con María Magdalena y plato de frutas es un lienzo del Greco, prototipo del tercer modelo que este pintor dedicó al tema de la Sagrada Familia.

## Introducción
En el catálogo razonado de obras del Greco —realizado por Harold Wethey— constan cuatro formas mediante las cuales este pintor representó a la Sagrada Familia:
1. El tipo I:  La Sagrada Familia (Sociedad Hispánica de América);
2. El tipo II: La Sagrada Familia con santa Ana (Hospital de Tavera);
3. El presente lienzo, que compone el tipo III;
4. El tipo IV: La Sagrada Familia con santa Ana y san Juanito.

## Temática de la obra
La Sagrada Familia acompañada por María Magdalena no aparece en los evangelios canónicos. Sin embargo, es una escena emotiva, que debió conmover a la sensibilidad popular sin molestar a la Iglesia de la Contrarreforma. 

## Análisis de la obra

### Datos técnicos y registrales
- Museo de Arte de Cleveland, n º de catálogo: 1926.247;[2]
- Pintura al óleo sobre lienzo;
- Datación: hacia 1595-1600, según Wethey (ca. 1590–1595, según el museo);
- Dimensiones: 132 x 100 cm, según Wethey (130 x 100, según el museo);
- Consta con el n º. 86 en el catálogo de Wethey, y tiene la referencia 91-a en el de Tiziana Frati.[3]

### Descripción de la obra
Este modelo difiere del tipo I y del tipo II por el cambio de algunos personajes, por su colocación y por su aspecto. La composición deriva del tipo II, pero con importantes cambios: santa Ana ha desaparecido de la izquierda del grupo, donde ahora aparece san José. María Magdalena está representada a la derecha de la composición, substituyendo a san José.
El color es encantador y armonioso, debido especialmente al contraste entre el azul del manto de la Virgen, el color rojo del de Magdalena, y el brillante amarillo de la túnica de san José. El Niño Jesús no tiene el aspecto poco agraciado con el que aparece en los anteriores modelos. Aquí, en cambio, es representado como un niño juguetón y risueño, que acepta una fruta ofrecida por san José.
María aparece más estilizada, pero su rostro denota una melancolía que no tenía en las anteriores versiones. San José sostiene en su mano derecha un cuenco de vidrio con frutas, que ofrece al Niño Jesús. Magdalena aparece en una graciosa postura, pero su rostro revela una compleja psicología, contrastando con la serenidad de la Virgen. Su manto escarlata no esconde totalmente su cabellera rubia, formando un hermoso contraste. Como en los dos modelos anteriores, el Greco prescinde de toda referencia ambiental, con el fondo reducido a un celaje azul con nubes blancas.

### Estado de conservación
El estado de conservación no es bueno, especialmente en las vestiduras, a pesar de que el lienzo ha tenido varias restauraciones.

## Procedencia
- Convento de Esquivias, Torrejón de Velasco;
- Juan Gutiérrez, Torrejón de Velasco;
- Vargas Machuca, Madrid;
- Stanislas O'Rossen, París (1908);
- Marcell Nemes, Budapest (1913);
- Federico Gentili Di Giuseppe, París;
- Adquirido por el Museo de Arte de Cleveland (1926).[9]

## Copias
Existen seis copias  de poca calidad de este lienzo. La más destacable es la del Museo Soumaya; Mide 123 x 102,3 cm:; pintura al óleo sobre lienzo; se considera realizada entre 1610-1614.